# Botermolen van de Bonte Os
De Botermolen van de Bonte Os is een tredmolen in de tot de Vlaams-Brabantse gemeente Tremelo behorende plaats Baal, gelegen aan de Bonten Osstraat 29.
De hoeve De Bonte Os werd gebouwd in 1850. Deze werd later in gebruik genomen als een zorgcentrum.
Aan de achtergevel van de hoeve is een botermolen bevestigd. Deze is vermoedelijk ouder dan de hoeve. Hij bevat een rad met een diameter van 2,8 meter waarbinnen zich een loopband voor een hond bevindt van 36 cm breedte. Het rad bevindt zich onder een houten afdak. Via een riem is de as verbonden met een krukas die twee boterstoters in beweging bracht waarmee gekarnd werd.
- Inventaris van het Bouwkundig Erfgoed (Vlaanderen): 306833